# Ralph Bellamy
Pour les articles homonymes, voir Bellamy.
Ralph Bellamy, né le 17 juin 1904 à Chicago, Illinois (États-Unis) et mort le 29 novembre 1991 à Santa Monica (Californie), est un acteur américain.

## Filmographie

### Cinéma

#### Années 1930
- 1931 : Tribunal secret (The Secret Six), de George W. Hill : Johnny Franks
- 1931 : The Magnificent Lie de Berthold Viertel : Bill
- 1931 : West of Broadway de Robert Thornby : Mac, the Ranch Foreman
- 1931 : Surrender de William K. Howard : Capt. Ebbing
- 1932 : Amour défendu (Forbidden), de Frank Capra : Al Holland
- 1932 : Disorderly Conduct de John W. Considine Jr. : Capitaine Tom Manning
- 1932 : Jeune Amérique (Young America), de Frank Borzage : Juge Blake
- 1932 : The Woman in Room 13, de Henry King : John Bruce
- 1932 : Rebecca of Sunnybrook Farm (en) de Alfred Santell : Dr Ladd
- 1932 : Almost Married (en) de William Cameron Menzies : Deene Maxwell
- 1932 : Wild Girl de Raoul Walsh : Jack Marbury
- 1932 : Tête brûlée (Airmail), de John Ford : Mike Miller
- 1933 : Second Hand Wife de Hamilton MacFadden : Carter Cavendish
- 1933 : Parole Girl de Edward F. Cline : Joe Smith
- 1933 : Le trésor des mers (Below the Sea) d'Albert Rogell : Steve McCreary
- 1933 : Destination inconnue (Destination Unknown) de Tay Garnett : Stowaway
- 1933 : Un danger public (Picture Snatcher) de Lloyd Bacon : J.R. « Al » McLean
- 1933 : Un coin perdu (The Narrow Corner) d'Alfred E. Green : Eric Whittenson
- 1933 : Flying Devils : Speed Hardy
- 1933 : Dans la purée de Londres (Blind Adventure) de Ernest B. Schoedsack : Jim Steele
- 1933 : Ace of Aces de J. Walter Ruben : Capt. / Maj. Blake
- 1933 : Headline Shooter (en) de Otto Brower : Hal Caldwell
- 1933 : Toujours dans mon cœur (Ever in My Heart) de Archie Mayo : Jeff
- 1933 : Before Midnight de Lambert Hillyer : Insp. Trent
- 1934 : This Man Is Mine, de John Cromwell : Jim Dunlap
- 1934 : Mademoiselle Hicks (Spitfire) de John Cromwell : George Fleetwood
- 1934 : Once to Every Woman d'Allen Holubar : Dr Barclay
- 1934 : Un drame à Hollywood (en) (Crime of Helen Stanley) de D. Ross Lederman : Insp. Trent
- 1934 : One Is Guilty de Lambert Hillyer : Insp. Trent
- 1934 : Girl in Danger (en) de D. Ross Lederman : Insp. Trent
- 1934 : Traqués (Woman in the Dark) de Phil Rosen : John Bradley
- 1935 : Helldorado de James Cruze : J.F. Van Avery
- 1935 : Rendezvous at Midnight de Christy Cabanne : Bob Edmonds
- 1935 : Gigolette (film, 1935) (en) de Charles Lamont : Terry Gallagher
- 1935 : Soir de noces (The Wedding Night) de King Vidor : Fredrik Sobieski
- 1935 : Eight Bells de Christy Cabanne : Steve Andrews
- 1935 : Air Hawks (en) de Albert S. Rogell : Barry Eldon
- 1935 : L'Amour est maître (The Healer) de Reginald Barker : Dr Holden
- 1935 : Navy Wife d'Allan Dwan : Dr Quentin Harden
- 1935 : Jeux de mains (Hands Across the Table), de Mitchell Leisen : Allen Macklyn
- 1936 : Le vagabond dangereux (Dangerous Intrigue) de David Selman : Tony Halliday
- 1936 : Roaming Lady d'Albert S. Rogell : Dan
- 1936 : The Final Hour (en) de D. Ross Lederman : John Vickery
- 1936 : Straight from the Shoulder de Stuart Heisler : Curt Hayden
- 1936 : The Man Who Lived Twice (it) de Harry Lachman : Dr James Blake / « Slick » Rawley
- 1936 : Wild Brian Kent d'Howard Bretherton : Brian Kent
- 1936 : Counterfeit Lady (en) de D. Ross Lederman : Johnny Pierce
- 1937 : Let's Get Married : Kirk Duncan
- 1937 : It Can't Last Forever : Russ Matthews
- 1937 : Cette sacrée vérité (The Awful Truth) de Leo McCarey : Dan Leeson
- 1938 : The Crime of Dr. Hallet : Dr Paul Hallet
- 1938 : La Peur du scandale (Fools for Scandal) de Mervyn LeRoy et Bobby Connolly : Phillip « Phil » Chester
- 1938 : Le Vantard (Boy Meets Girl) de Lloyd Bacon : C. Elliott « C.F. » Friday
- 1938 : Amanda de Mark Sandrich : Stephen Arden
- 1938 : Pensionnat de jeunes filles (Girls' School) : Michael Hendragin
- 1938 : La Femme aux cigarettes blondes (Trade Winds) de Tay Garnett : Ben Blodgett
- 1939 : Smashing the Spy Ring de Christy Cabanne : John Baxter
- 1939 : Laissez-nous vivre (Let Us Live) de John Brahm : Lt. Everett
- 1939 : L'Étrange Rêve (Blind Alley) de Charles Vidor : Dr Shelby
- 1939 : Garde-côtes (Coast Guard) de Edward Ludwig : Lt. Raymond « Ray » Dower

#### Années 1940
- 1940 : La Dame du vendredi (His Girl Friday) de Howard Hawks : Bruce Baldwin
- 1940 : Flight Angels (en) de Lewis Seiler : Bill Graves
- 1940 : L'Étrange Aventure (Brother Orchid) de Lloyd Bacon : Clarence P. Fletcher
- 1940 : Les Bas-fonds de Chicago (Queen of the Mob) de James Patrick Hogan : Agent Scott Langham
- 1940 : Chantez, dansez, mes belles ! (Dance, Girl, Dance) de Dorothy Arzner : Steve Adams
- 1940 : Public Deb No. 1 de Gregory Ratoff : Bruce Fairchild
- 1940 : Meet the Wildcat (en) de Arthur Lubin : Lt. Brad Williams
- 1940 : Ellery Queen, Master Detective de Kurt Neumann : Ellery Queen (personnage)
- 1941 : Des pas dans la nuit (Footsteps in the Dark) de Lloyd Bacon : Dr R.L. Davis
- 1941 : Ellery Queen's Penthouse Mystery de James Hogan : Ellery Queen (personnage)
- 1941 : Ma femme se marie demain (Affectionately Yours) de Lloyd Bacon : Owen Wright
- 1941 : Bombardiers en piqué (Dive Bomber) de Michael Curtiz : Lt. Cmdr. Lance Rogers, MD, Flight Surgeon
- 1941 : Ellery Queen and the Perfect Crime de James Hogan : Ellery Queen (personnage)
- 1941 : Ellery Queen and the Murder Ring de James P. Hogan : Ellery Queen (personnage)
- 1941 : Le Loup-garou (The Wolf Man) de George Waggner : Col. Paul Montford
- 1942 : Le Fantôme de Frankenstein (The Ghost of Frankenstein) de Erle C. Kenton : Erik Ernst
- 1942 : Mademoiselle Palmer et son psychiatre (Lady in a Jam) de Gregory La Cava : Stanley Gardner
- 1942 : Men of Texas (en) de Ray Enright : Major Lamphere
- 1942 : The Great Impersonation de John Rawlins : Sir Edward Dominey / Baron Leopold von Regenstein
- 1944 : L'Invitée (Guest in the House) de John Brahm : Douglas Proctor
- 1945 : Délicieusement dangereuse (Delightfully Dangerous) de Arthur Lubin : Arthur Hale
- 1945 : Deanna mène l'enquête (Lady on the train) de Charles David : Jonathan Waring

#### Années 1950
- 1955 : Condamné au silence (The Court-Martial of Billy Mitchell), d'Otto Preminger : Congressiste Frank R. Reid

#### Années 1960
- 1960 : Sunrise at Campobello, de Vincent J. Donehue : Franklin Delano Roosevelt
- 1966 : Les Professionnels (The Professionals), de Richard Brooks : Joe Grant
- 1968 : Rosemary's Baby, de Roman Polanski : Dr Abraham Sapirstein

#### Années 1970
- 1971 : Femmes de médecins (Doctors' Wives) de George Schaefer : Jake Porter
- 1972 : Cancel My Reservation, de Paul Bogart : John Ed
- 1977 : Bon Dieu !  (Oh, God!), de Carl Reiner : Sam Raven

#### Années 1980
- 1983 : Un fauteuil pour deux (Trading Places), de John Landis : Randolph Duke
- 1987 : Disorderlies (en) de Michael Schultz : Albert Dennison
- 1987 : Cheeseburger film sandwich (Amazon Women on the Moon), de Michael Barrie et Jim Mulholland : Mr. Gower (segment Titan Man)
- 1988 : Un prince à New York (Coming to America), de John Landis : Randolph Duke
- 1988 : Le Prix de la passion (The Good Mother), de Leonard Nimoy : Grand-père

#### Années 1990
- 1990 : Pretty Woman, de Garry Marshall : James Morse

### Télévision

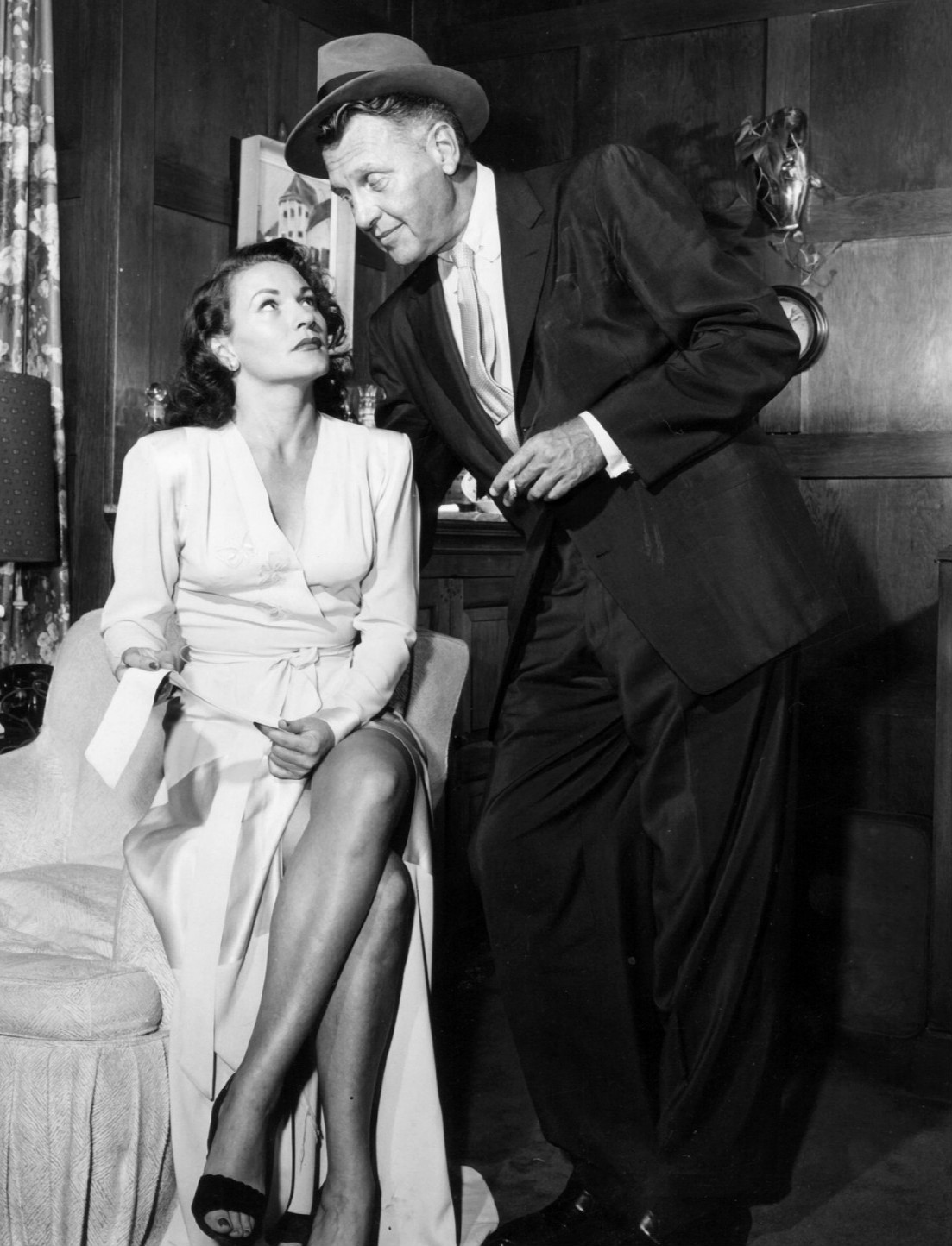
Ralph Bellamy dans Man Against Crime.

- 1956 : Man Against Crime : Mike Barnett
- 1957 : L'Ombre du doute (The Defender (en)) de Robert Mulligan : Walter Preston
- 1961 : Westinghouse Presents: The Dispossessed : Lambertson
- 1962 : The Eleventh Hour (en) (série) : Dr L. Richard Starke (1963-1964)
- 1967 : Wings of Fire : Doug Sanborn
- 1967 : Les Envahisseurs (série) (épisode : Le condamné) : Morgan Tate
- 1968 : My Father and My Mother (en) : Père
- 1969 : The Survivors (série) : Baylor Carlyle
- 1969 : L'Immortel :  (épisode : Destinée)  : Dr Matthew Pearce
- 1970 : The Most Deadly Game (en) (série) : Ethan Arcane
- 1971 : The Last of the Powerseekers
- 1972 : La Chose (Something Evil), téléfilm de Steven Spielberg : Harry Lincoln
- 1974 : The Missiles of October : U.N. Ambassadeur Adlai Stevenson
- 1975 : The Log of the Black Pearl : capitaine Fitzsimmons
- 1975 : Terreur sur le Queen Mary (Adventures of the Queen) : Jonathan L. Dundeen (J.L. Dundeen)
- 1975 : La Recherche des dieux (Search for the Gods) : Dr Henderson
- 1975 : Mystère sur le vol 502 (en) (Murder on Flight 502) : Dr Kenyon Walker
- 1976 : McNaughton's Daughter : Moses Bellman
- 1976 : Return to Earth : col. Edwin E. Aldrin
- 1976 : Cauchemar au pénitencier (en) (Nightmare in Badham County) : juge
- 1976 : L'Enfant bulle (The Boy in the Plastic Bubble) de Randal Kleiser : Dr Ernest Gunther
- 1976 : Once an Eagle (feuilleton) : Ed Caldwell
- 1976 : Arthur Hailey's the Moneychangers (feuilleton) : Jerome Patterson
- 1977 : Testimony of Two Men (feuilleton) : Dr Jim Spaulding
- 1977 : Charlie Cobb Détective : Belle nuit pour une pendaison : McVea
- 1977 : Hunter (Hunter) (série) : Harold Baker (1977)
- 1978 : Détroit (feuilleton) : Lowell Baxter
- 1978 : Le Maître des clones (The Clone Master) : Ezra Louthin
- 1978 : The Millionaire : George Mathews
- 1979 : The Billion Dollar Threat : Mike Larson
- 1980 : Power : Ben Frelinghuysen
- 1980 : Les Diamants de l'oubli (The Memory of Eva Ryker) : William E. Ryker
- 1980 : Condominium : Lee Messenger
- 1983 : Le Souffle de la guerre (The Winds of War) (feuilleton) : président Franklin Delano Roosevelt
- 1983 : La Petite Maison dans la Prairie (Little House on the Prairie) (feuilleton) saison 9 épisode 12 Le Jardin Extraordinaire: Marvin
- 1984 : Love Leads the Way: A True Story : sén. Christi
- 1985 : The Fourth Wise Man (pt) : Abgarus
- 1985 : Space (en) (feuilleton) : Paul Stidham
- 1988 : Les Orages de la guerre (War and Remembrance) (feuilleton) : président Franklin Delano Roosevelt
- 1989 : Christine Cromwell: Things That Go Bump in the Night : Cyrus Blain
- 1989 : Christine Cromwell (Christine Cromwell) (série) : Cyrus Blain

- 1990 : Pretty Woman : James « Jim » Morse

## Récompenses et nominations

### Récompenses
- 1958 : Tony Award du meilleur acteur dans une pièce pour Sunrise at Campobello
- 1987 : Oscar d'honneur, « pour son talent artistique unique et son remarquable service du métier d'acteur »